# Labeo calbasu
Labeo calbasu és una espècie de peix cipriniforme de la família dels ciprínids que es troba al Pakistan, l'Índia, Bangladesh, Myanmar, el Nepal, Tailàndia i el sud-oest de la Xina.
Els mascles poden assolir els 90 cm de longitud total.